# WWWF United States Championship
Het WWWF United States Championship (of WWWF U.S.A. Heavyweight Championship) was een professioneel worstelkampioenschap dat tussen 1963 en 1977 geproduceerd werd door World Wide Wrestling Federation.

## Titel geschiedenis
| Nr.                 | Worstelaar          | #                   | Datum             | Stad                        | Aantekeningen |
| ------------------- | ------------------- | ------------------- | ----------------- | --------------------------- | --- |
| 1                   | Bobo Brazil         | 1                   | 1963              | Californië                  | Bobo Brazil werd de allereerste United States Heavyweight Champion in Live evenement.                                        |
| 2                   | Johnny Barend       | 1                   | 8 juni 1963       | Philadelphia (Pennsylvania) | |
| 3                   | Bobo Brazil         | 2                   | 9 juli 1963       | Philadelphia (Pennsylvania) | |
| 4                   | Johnny Barend       | 2                   | 11 september 1963 | Baltimore (Maryland)        | |
| 5                   | Bobo Brazil         | 3                   | 22 oktober 1963   | Newton Square               | |
| 6                   | Ray Stevens         | 1                   | 18 juni 1967      | ?                           | |
| 7                   | Bobo Brazil         | 4                   | 24 augustus 1967  | Trenton (New Jersey)        | |
| 8                   | The Sheik           | 1                   | 22 september 1967 | Detroit (Michigan)          | |
| 9                   | Bobo Brazil         | 5                   | 24 november 1968  | ?                           | |
| 10                  | The Sheik           | 2                   | 20 januari 1969   | Boston                      | |
| 11                  | Bobo Brazil         | 6                   | 10 februari 1969  | Washington D.C.             | Bobo Brazil versloeg The Sheik in een Texas Death Match.                                                                     |
| Beschikbaar gesteld | Beschikbaar gesteld | Beschikbaar gesteld | 29 december 1970  |                             | Vacant gesteld door een blessure.                                                                                            |
| 12                  | Pedro Morales       | 1                   | 7 januari 1971    | Los Angeles                 | Pedro Morales versloeg Freddie Blassie in een toernooi finale.                                                               |
| Beschikbaar gesteld | Beschikbaar gesteld | Beschikbaar gesteld | 8 februari 1971   |                             | Morales moest de titel afgeven nadat hij het WWF World Heavyweight Championship had gewonnen.                                |
| 13                  | Bobo Brazil         | 7                   | 19 februari 1971  | Harrisburg (Pennsylvania)   | Brazil werd gekroond door WWWF. Hij was ook de laatste kampioen nadat WWF deze kampioenschap heeft opgeborgen in maart 1976. |